# 황세영
황세영(黃世榮, 1959년 12월 14일, 경상북도 영천군 ~ )은 대한민국의 제4·5대 울산광역시 중구의원이자, 제7대 울산광역시의원이며, 전반기 울산광역시의장이다.

## 학력
- ~ 1981 영진공업전문대학 전기학과 졸업

## 경력
- ㈜현대자동차 구매총괄본부 재직
- 청구아파트 입주자 대표
- 경동 햇빛1차아파트 분양대책 자문
- 송전탑 철거 주민대책위원
- 성안주민 부모교육강좌 초대 교장
- 성안초등학교 초대 학교운영위원장
- 성안중학교 운영위원장
- 울산시민연대 회원
- 민주평화통일자문회의 자문위원
- 2006.07 ~ 2010.06 제4대 울산광역시 중구의회 의원
- 2010.07 ~ 2014.06 제5대 울산광역시 중구의회 의원
- 2010.07 ~ 2012.06 제5대 울산광역시 중구의회 전반기 건설환경위원회 위원장
- 2012.07 ~ 2014.06 제5대 울산광역시 중구의회 후반기 예산결산특별위원회 위원장
- 2018.07 ~ 2022.06 제7대 울산광역시의회 의원
- 2018.07 ~ 2020.07 제7대 울산광역시의회 전반기 의장
- 2019.08 ~ 2020.06 제16대 전국시도의회의장협의회 후반기 정책위원장
- 2020.07 ~ 2022.06 제7대 울산광역시의회 후반기 행정자치위원회 위원
- 2020.07 ~ 2022.06 제7대 울산광역시의회 후반기 예산결산특별위원회 위원

## 역대 선거 결과
|  | 18.03% |

|  | 37.80% |

|  | 53.16% |